# Arco Íris do Boaçu
Arco Íris do Boaçu é uma escola de samba de São Gonçalo..

## Segmentos

### Presidentes
| Nome | Mandato        | Ref. |
| ---- | -------------- | ---- |
|      | ? - atualidade |      |

## Carnavais
| Ano  | Colocação | Grupo    | Enredo                                                            | Carnavalesco | Intérprete                                    | Ref.  |
| ---- | --------- | -------- | ----------------------------------------------------------------- | ------------ | --------------------------------------------- | ----- |
| 2010 | 3º lugar  | Acesso   | Todos os dias de alegria (Compositor:Itamar da Conceição)         |              | Antonio Carlos, Rogerinho Pega Leve e Marcelo |       |
| 2011 | 3º lugar  | Acesso   |                                                                   |              |                                               |       |
| 2012 | Campeã    | Acesso   | Pintando o sete                                                   |              |                                               | [ 4 ] |
| 2013 | 6º lugar  | Especial | Brilha o Arco Íris no Carnaval dos carnavais                      |              |                                               | [ 5 ] |
| 2014 | 3º lugar  | Acesso   | Arco Íris Desliza na Avenida nos Cantos, Danças e Ritmos Musicais |              |                                               | [ 6 ] |
| 2015 |           | Acesso   |                                                                   |              |                                               |       |
| 2016 |           | Acesso   |                                                                   |              |                                               |       |